# Rijksinstituut voor Volksgezondheid en Milieu
Het Rijksinstituut voor Volksgezondheid en Milieu (RIVM) is een kennis- en onderzoeksinstituut in Nederland, gericht op de bevordering van de volksgezondheid en een gezond en veilig leefmilieu. De kerntaken van het RIVM, die zowel in nationale als internationale context worden uitgevoerd, dienen als ondersteuning van het beleid van de Nederlandse overheid.

## Geschiedenis
Het RIVM heeft een geschiedenis die teruggaat tot 1909. Het is in Utrecht aan de Catharijnesingel opgericht onder de naam Centraal Laboratorium ten behoeve van het Staatstoezicht en stond onder leiding van Charles Henri Ali Cohen. De capaciteit was beperkt, terwijl het werkaanbod snel toenam: de Spaanse griep, levensmiddelenonderzoek, difterie, tuberculose, tyfus en syfilis, maar ook watervervuiling speelde al een rol.
Mede door de medische ontwikkelingen als gevolg van de Eerste Wereldoorlog werd in 1919 het Bacterio-Therapeutisch Instituut van hoogleraar Charles Henri Hubert Spronck door de overheid overgenomen. Na een gedeelde huisvesting werd dit inmiddels hernoemde Rijks-Serologisch Instituut in 1934 samengevoegd met het Centraal Laboratorium tot het Rijksinstituut voor de Volksgezondheid (RIV).
In de eerste helft van de jaren vijftig vond een uitbreiding van werkzaamheden plaats. Van een betrekkelijk klein onderzoeksinstituut met beperkte faciliteiten en activiteiten, werd het RIV een instelling die vrijwel geen beperkingen in zijn mogelijkheden kende.
In 1953 verhuisde het RIV naar zijn huidige locatie in Bilthoven. Deze was geschikt om voldoende ruimte aan het personeel, het werk én de proefdieren te bieden. Het werd groot opgezet zodat Nederland voor vaccins niet langer afhankelijk zou zijn van import en om eventueel, bij een oorlog met het Oostblok, voldoende sera en vaccins te kunnen fabriceren voor het militaire apparaat van de NAVO. In 1965 werkten er duizend mensen.
In de jaren vijftig en zestig werden grote successen geboekt in de ontwikkeling en productie van vaccins en de bestrijding van besmettelijke ziekten. De innovaties van de RIV-onderzoekers leidden tot voortdurende verbeteringen in het Rijksvaccinatieprogramma waardoor besmettelijke ziekten in Nederland onder controle zijn gekomen.
Vanaf de jaren zestig kreeg milieu-onderzoek een steeds belangrijker positie. In 1984 was er opnieuw een fusie. Door samenvoeging van het RIV, het Rijksinstituut voor Drinkwater-voorziening (RID) en de Stichting Verwijdering Afvalstoffen ontstond het Rijksinstituut voor Volksgezondheid en Milieu (RIVM).
In 1986 ontstond in Tsjernobyl een nucleaire ramp in een kerncentrale, waarvan de effecten over de hele wereld merkbaar waren. De regering nam, als reactie op deze ramp en de gevolgen daarvan, het besluit om het RIVM, in het kader van kamerbesluit Nationaal Plan Kernongevallenbestrijding (NPK), de bevoegdheden en middelen te geven om op te treden bij kernongevallen. Het NPK werd in 1989 van kracht. Aansluitend hierop kreeg het RIVM ook de taak om bij andersoortige calamiteiten (chemisch, biologisch) te adviseren en nazorg te verlenen.
In 1988 verscheen het eerste integrale milieurapport Zorgen voor Morgen. In 1993 werd de eerste Volksgezondheid Toekomstverkenning (VTV) uitgebracht.
Op 1 januari 2003 zijn de vaccinactiviteiten van het RIVM afgezonderd en ondergebracht in het zelfstandige Nederlands Vaccin Instituut (NVI). Op diezelfde dag werd het RIVM een agentschap waardoor het een zelfstandige positie heeft binnen de rijksoverheid en in zijn bedrijfsvoering een baten-lastenstelsel hanteert.
Op 1 januari 2006 werden de milieu- en natuurverkennende activiteiten van het RIVM in een apart planbureau ondergebracht als gevolg van een kabinetsbesluit om beleidsondersteunende planbureaus verder uit te bouwen. Dit Milieu- en Natuurplanbureau ging in 2008 op in het PBL (Planbureau voor de Leefomgeving). Het PBL is bij wet onafhankelijk en werkt samen met de andere planbureaus, het CPB en het SCP, om de regering te adviseren op de terreinen milieu, natuur en ruimte.
Op 10 juni 2009 bezocht koningin Beatrix het RIVM in verband met het eeuwfeest van het instituut.
Per 1 januari 2011 zijn de publieke functies van het NVI terug ondergebracht bij het RIVM. Dit betreft de inkoop, opslag en distributie van vaccins ten behoeve van het Rijksvaccinatieprogramma, het Nationaal Programma Grieppreventie (NGP), het Nationaal Serum Depot (NSD) en overige nationale voorzieningen, zoals die ten behoeve van actie bij calamiteiten, alsook het onderzoek naar en ontwikkeling van vaccins. In het kader van de vermindering van het aantal ambtenaren bij de Rijksoverheid is het Nationaal Vergiftigingen Informatie Centrum (NVIC) vanaf 2011 overgedragen aan het UMC Utrecht.
In 2020 was het RIVM mede-initiatiefnemer van de Data- en Kennishub Gezond Stedelijk Leven, een onafhankelijk en open platform van publieke en private organisaties die samen werken aan een gezonde stedelijke leefomgeving.

## Taken
- Beleidsondersteuning
- Nationale coördinatie
- Preventie- en interventieprogramma's
- Informatie aan professionals en burgers
- Kennisontwikkeling en onderzoek
- Ondersteuning aan inspecties

Het RIVM is mede verantwoordelijk voor een onafhankelijke en betrouwbare informatieverstrekking aan professionals en burgers, op het gebied van gezondheid, geneesmiddelen, milieu, voeding en veiligheid. Het doel hierbij is de wetenschappelijke kennis en kunde optimaal te benutten en toegankelijk te maken.

## Organisatie
Het instituut is volgens de Wet op het RIVM een onafhankelijk agentschap: de directeur-generaal wordt benoemd door de minister van VWS (art. 2) en voor het onderzoeksprogramma moet overleg gepleegd worden met en goedkeuring verkregen worden van de drie ministers (art. 4), maar de minister van VWS mag niet vertellen hoe dat onderzoeksprogramma moet worden uitgevoerd (art. 5).
Vaste opdrachtgevers vanuit de overheid zijn:
- Ministerie van Volksgezondheid, Welzijn en Sport
- Ministerie van Infrastructuur en Waterstaat
- Ministerie van Economische Zaken en Klimaat

Ook enkele inspecties en andere overheidsdiensten kunnen opdrachten verstrekken.
Het RIVM bestaat uit drie directies: de directie Infectieziektebestrijding, de directie Milieu en Veiligheid, en de directie Volksgezondheid en Zorg. Onder de directies vallen dertien kenniscentra.

### Directie Infectieziektebestrijding
Onder de directie Infectieziektebestrijding vallen de volgende kenniscentra:
- Centrum Infectieziektebestrijding (CIb) - coördineert de bestrijding van infectieziekten, onder meer via het Landelijk Overleg Infectieziektebestrijding.
- Landelijke Coördinatie Infectieziektebestrijding (LCI) - coördineert de communicatie op landelijk en regionaal niveau via onder meer het Outbreak Management Team.
- Centrum Epidemiologie en Surveillance van Infectieziekten (EPI) - analyseert effectiviteit en kosteneffectiviteit van maatregelen.
- Centrum Infectieziekteonderzoek, Diagnostiek en laboratorium Surveillance (IDS) - loket voor laboratoriumvragen over humane infectieziekten.
- Centrum Zoönosen en Omgevingsmicrobiologie (Z&O) - risicoanalyse van micro-organismen die vanuit dieren, voedsel of het milieu overdraagbaar zijn naar de mens.
- Centrum Immunologie van Infectieziekten en Vaccins (IIV) - advies op het gebied van immunologie en vaccinologie aan de rijksoverheid.

### Directie Volksgezondheid en Zorg
Onder de directie Volksgezondheid en Zorg vallen:
- Centrum Gezondheid en Maatschappij (G&M) - ondersteuning met toepasbare kennis en informatie op het gebied van gezond leven, publieke gezondheid en gezondheidszorg.
- Centrum Gezondheidsbescherming (GZB) - gezondheidseffecten en de risico's voor de mens van chemische en biologische agentia.
- Centrum Voeding, Preventie en Zorg (VPZ) - onderzoek tot het vóórkomen van belangrijke gezondheidsproblemen.
- Centrum voor Bevolkingsonderzoek (CvB) - regisseert en coördineert de 8 landelijke door de overheid aangeboden bevolkingsonderzoeken en het Nationaal Programma Grieppreventie.

### Directie Veiligheid en Milieu
Onder de directie Veiligheid en Milieu vallen de volgende kenniscentra:
- Centrum Duurzaamheid, Milieu en Gezondheid (DMG) - verduurzamen van de samenleving.
- Centrum Milieukwaliteit (MIL) - monitoring van de milieucompartimenten bodem, grondwater en lucht.
- Centrum Veiligheid (VLH) - ongevallen met chemische, biologische, radiologische, nucleaire agentia en ongevallen met een fysische achtergrond.
- Centrum Veiligheid van Stoffen en Producten (VSP) - ondersteuning aan overheden over de beheersing van risico’s van chemische stoffen, producten en gentechnologie.

### Bureau REACH
Bureau REACH is een uitvoeringsorganisatie van de Rijksoverheid die in 2007 is ingesteld op grond van het Besluit instelling Bureau REACH  en artikel 121 van de REACH-verordening. Deze organisatie is onderdeel van het RIVM en is eveneens in Bilthoven gevestigd. Opdrachtgevers van Bureau REACH zijn de ministeries van Infrastructuur en Waterstaat (IenW), van Volksgezondheid, Welzijn en Sport (VWS), en van Sociale Zaken en Werkgelegenheid (SZW). Bureau REACH draagt namens Nederland bij aan de uitwerking en de uitvoering van de regels over chemische stoffen volgens de REACH- en CLP-verordeningen, en kan suggesties doen om deze te verbeteren. Deze bijdrages zijn erop gericht de veiligheid van chemische stoffen voor consument, werknemers, en het milieu te waarborgen. Dat doet Bureau REACH onder meer door dossiers op te stellen over bepaalde chemische stoffen en door commentaar te geven op voorstellen van andere lidstaten en het Europees Agentschap voor chemische stoffen (ECHA). Bureau REACH doet voorstellen op basis van wetenschappelijk onderzoek om bepaalde chemische stoffen te verbieden, het gebruik te reguleren, of ze in te delen in een bepaalde risicocategorie. Daarnaast doet de organisatie voorstellen om een gelijk speelveld voor bedrijven te realiseren, het aantal dierproeven te beperken, de duurzaamheid van de chemische industrie te vergroten en de schadelijke effecten van chemische stoffen op gezondheid en het milieu te verminderen. Een recent onderwerp waar Bureau REACH aan heeft gewerkt is het restrictievoorstel voor Poly- en perfluoralkylstoffen, dat samen met Duitsland, Denemarken, Noorwegen en Zweden is opgesteld. Dit voorstel is begin 2023 ingediend bij ECHA. Verder draagt de organisatie bij aan het verder uitwerken van de Duurzame Chemicaliënstrategie die de Europese Commissie in oktober 2020 heeft gepubliceerd, maar die nog moet worden omgezet in Europese regelgeving.

## Internationaal
Het RIVM neemt internationaal een sterke positie in. Het instituut is onderdeel van de netwerken die de Europese instellingen ondersteunen en heeft banden met veel internationale organisaties. De internationale activiteiten van het RIVM zijn onder te verdelen in werkzaamheden voor kennis en kwaliteit en werkzaamheden voor beleid en regelgeving.

## Huisvesting

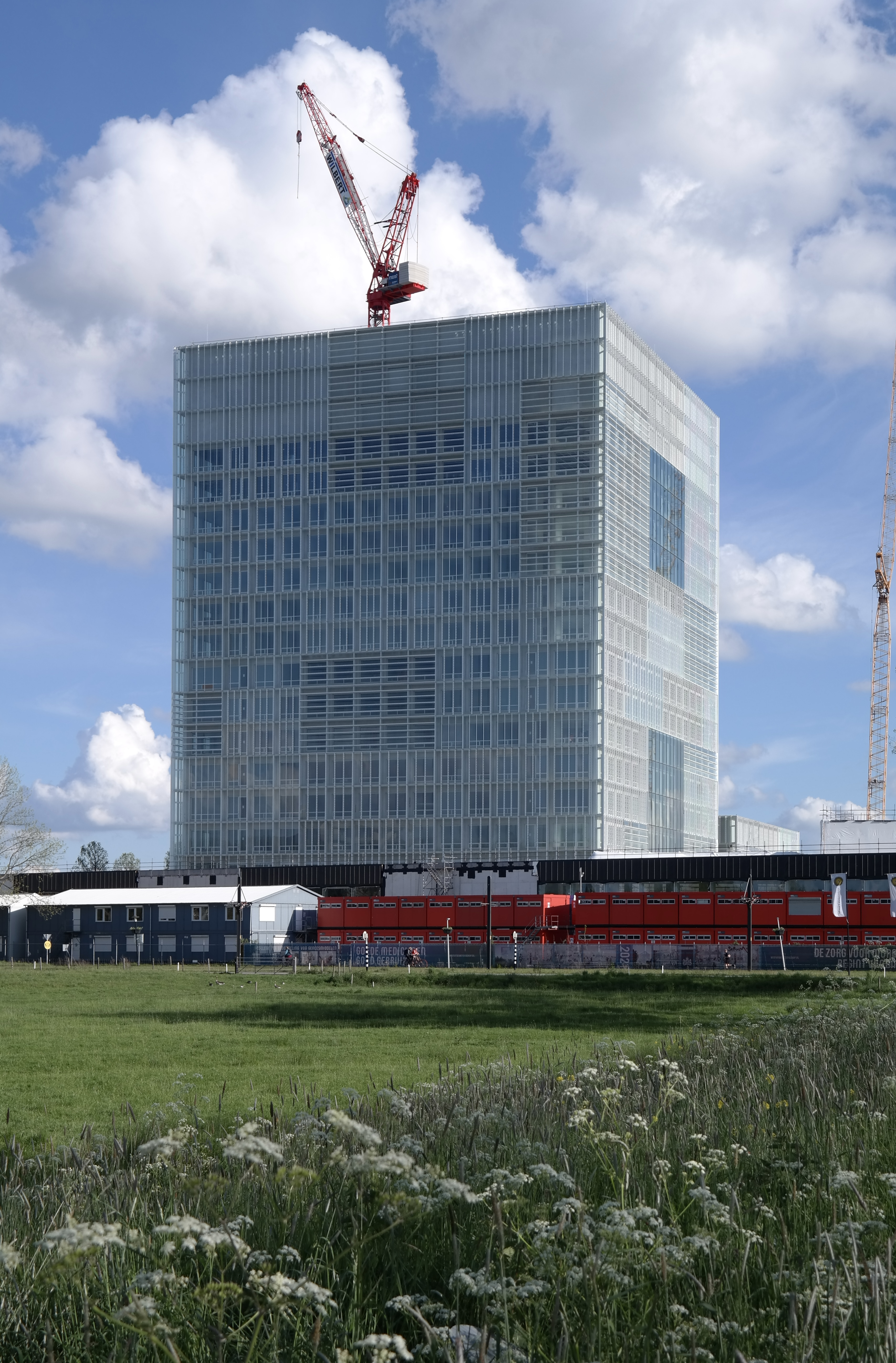
Nieuwbouw op het Utrecht Science Park, mei 2021

Het Centraal Laboratorium ten behoeve van het Staatstoezicht en latere RIV was oorspronkelijk gevestigd aan de Catharijnesingel (Sterrenbos 1) in Utrecht. Sinds 1953 is het RIVM gehuisvest aan de Antonie van Leeuwenhoeklaan in Bilthoven. Enkele administratieve afdelingen bleven in het kantoor aan de Sterrenbos 1.  Het oorspronkelijke gebouw aan de Catharijnesingel is in 1995 gesloopt. In 2014 is het terrein overgenomen van de overheid door Bilthoven Biologicals en werd het RIVM huurder. Vervolgens werd het terrein in 2016 overgenomen door Poonawalla Science Park BV en hernoemd in Utrecht Science Park/Bilthoven.
Het RIVM en het College ter Beoordeling van Geneesmiddelen (CBG) zullen naar verwachting niet eerder dan 2025 verhuizen van de huidige campus in Bilthoven naar een achttien verdiepingen hoog gebouw op de Uithof in Utrecht.

## Directieraad
Op 6 maart 2020 (gedurende de coronacrisis in Nederland) zaten de volgende directieleden in het bestuur van het RIVM:
- Hans Brug - Directeur-generaal
- Frederieke Damme - Chief Financial Officer
- Jaap van Dissel - Directeur Centrum Infectieziekten
- Els van Schie - Directeur Milieu en Veiligheid
- Jaap van Delden a.i. - Directeur Volksgezondheid en Zorg[11]
- Ingrid Kaalhoven - Hoofd Bureau Directieraad

In 2025 bestaat het bestuur uit de volgende directieleden:
- Hans Brug - Directeur-generaal
- Sicco Louw - Chief Financial Officer, Directeur Bedrijfsvoering en Plaatsvervangend DG
- Menno de Jong - Directeur Centrum Infectieziekten
- Charles Wijnker - Directeur Milieu en Veiligheid
- Marith Volp - Directeur Volksgezondheid en Zorg
- Rob de Haan - Directeur Informatievoorziening  en Chief Information Officer
- Oebele Tolsma - Kwartiermaker TWO Preventieprogramma’s en opschaling Publieke Gezondheid